# Wilder (Fernsehserie)
Wilder ist eine Schweizer Fernsehserie, die vom 7. November 2017 bis zum 8. Februar 2022 im Schweizer Fernsehen ausgestrahlt wurde.

## Handlung

### Staffel 1
In dem fiktiven bernischen Bergdorf Oberwies kamen 1987 bei einer Lawine zwölf Kinder in einem Schulbus ums Leben. 30 Jahre später besuchen der ägyptische Investor Karim al-Baroudi und seine Tochter Amina das Dorf anlässlich des Spatenstichs eines neuen Ferienresorts. Am Tag nach der Spatenstichfeier wird der Künstler Armon Todt erschlagen aufgefunden und Amina wird vermisst. Kantonspolizistin Rosa Wilder und Bundeskriminalpolizist Manfred Kägi werden von Bundesanwältin Barbara Rossi mit den Ermittlungen beauftragt.

### Staffel 2
Nahe dem fiktiven Dorf Thallingen im Berner Jura werden drei Personen erschossen aufgefunden. Kantonspolizistin Rosa Wilder leitet die Ermittlungen. Einziger Zeuge ist der Schreinerlehrling Simon Kägi, Neffe des Bundeskriminalpolizisten Manfred Kägi.

### Staffel 3
Ein Serientäter scheint es gezielt auf schwarze Schafe der Polizei abgesehen zu haben, deren Fehltritte er mit dem Tode bestraft. Manche sehen im geheimnisvollen Rächer einen Kämpfer gegen Amtsmissbrauch, andere sorgen sich zunehmend um die Sicherheit des Staates. Schliesslich scheinen auch die Fahnder selbst ins Visier des Mörders zu geraten. Rosa kämpft an allen Fronten; auch ihre kleine Familie droht im Tosen der Ereignisse auseinanderzufallen.

### Staffel 4
Rosa Wilder hat dem Polizeidienst den Rücken gekehrt und ist zurück nach Oberwies gezogen, um ihren kranken Vater auf dem Hof zu unterstützen. Doch als der Dorfpolizist unter mysteriösen Umständen ums Leben kommt, will sie das Verbrechen gemeinsam mit ihrem ehemaligen Kollegen Manfred Kägi aufklären. Bei den Ermittlungen wird das Duo mit dörflicher Korruption und Familientragödien konfrontiert.

## Hintergrund
Im Herbst 2013 schrieb SRF Entwürfe für neue Serien aus. Unter fast 100 Konzepten wurde Wilder von Beat Lenherr, Béla Batthyany und Alexander Szombath ausgewählt. Innerhalb von zwei Jahren wurden die Drehbücher für die Serie geschrieben. Die Geschichte zieht sich über alle sechs Episoden hinweg (Horizontale Erzählstruktur). Die Dreharbeiten begannen im November 2016 und dauerten bis März 2017. Gedreht wurde grösstenteils auf dem Urnerboden sowie in Glarus.
Auch in der zweiten Staffel erstreckt sich die Geschichte wieder über alle sechs Episoden. Gedreht wurde vom September bis Dezember 2018 im Jura, unter anderem in Vendlincourt und in der Stadt Biel. Premiere war am 7. Januar 2020 auf SRF 1, während die Synchronfassungen auf Französisch am 30. Januar auf RTS 1 und auf Italienisch am 4. Februar 2020 auf RSI LA 1 anliefen.
Sarah Spale ist Baslerin – als Rosa Wilder ist sie Polizistin der Kantonspolizei Bern, die in der ersten Staffel in Oberwies, einem fiktiven Bergdorf im Berner Oberland, ermittelt. Damit sie und die anderen Schauspieler in ihren Rollen einen ähnlichen berndeutschen Dialekt sprechen, wurde ein Dialektcoach für die Serie engagiert. Die Geschichte der zweiten Staffel spielt in Thallingen/Thallion, einem fiktiven Dorf im „zweisprachigen“ Berner Jura. Dass in dieser Staffel Berndeutsch wieder die Hauptsprache war und Französisch nur eine Nebenrolle spiele, führte zu Kritik an den Machern, die ihr Vorgehen daraufhin erläuterten.
Die Dreharbeiten der vierten Staffel dauerten von Januar bis April 2021. Gedreht wurde wieder an den Schauplätzen der ersten Staffel: auf dem Urnerboden und in Glarus. Drehort war zudem die 151 m hohe Zervreilasee-Staumauer in Vals GR.

## Episoden

### Staffel 1
Die sechs Episoden der ersten Staffel erreichten im Schnitt 619'000 Zuschauer, was einem Marktanteil von 38,2 % entspricht.
| Nr. (ges.) | Nr. (St.) | Originaltitel | Erstausstrahlung CH |
| ---------- | --------- | ------------- | ------------------- |
| 1          | 1         | Knochen       | 7. Nov. 2017        |
| 2          | 2         | Schlüssel     | 14. Nov. 2017       |
| 3          | 3         | Schlucht      | 21. Nov. 2017       |
| 4          | 4         | Spur          | 28. Nov. 2017       |
| 5          | 5         | Pirat         | 5. Dez. 2017        |
| 6          | 6         | Abgrund       | 12. Dez. 2017       |

### Staffel 2
Die sechs Episoden der zweiten Staffel erreichten im Schnitt 622'000 Zuschauer, was einem Marktanteil von 34,6 % entspricht.
| Nr. (ges.) | Nr. (St.) | Originaltitel | Erstausstrahlung CH |
| ---------- | --------- | ------------- | ------------------- |
| 7          | 1         | Blut          | 7. Jan. 2020        |
| 8          | 2         | Zecke         | 14. Jan. 2020       |
| 9          | 3         | Lüge          | 21. Jan. 2020       |
| 10         | 4         | Brand         | 28. Jan. 2020       |
| 11         | 5         | Fluch         | 4. Feb. 2020        |
| 12         | 6         | Rache         | 11. Feb. 2020       |

### Staffel 3
Die sechs Episoden der dritten Staffel erreichten im Schnitt 687'000 Zuschauer, was einem Marktanteil von 34,4 % entspricht.
| Nr. (ges.) | Nr. (St.) | Originaltitel | Erstausstrahlung CH |
| ---------- | --------- | ------------- | ------------------- |
| 13         | 1         | Jesch         | 5. Jan. 2021        |
| 14         | 2         | Wunde         | 12. Jan. 2021       |
| 15         | 3         | Frost         | 19. Jan. 2021       |
| 16         | 4         | Keller        | 26. Jan. 2021       |
| 17         | 5         | Prozess       | 2. Feb. 2021        |
| 18         | 6         | Blindlings    | 9. Feb. 2021        |

### Staffel 4
Die sechs Episoden der vierten Staffel erreichten im Schnitt 573'000 Zuschauer, was einem Marktanteil von 32,8 % entspricht.
| Nr. (ges.) | Nr. (St.) | Originaltitel | Erstausstrahlung CH |
| ---------- | --------- | ------------- | ------------------- |
| 19         | 1         | Sau           | 4. Jan. 2022        |
| 20         | 2         | Kies          | 11. Jan. 2022       |
| 21         | 3         | Scham         | 18. Jan. 2022       |
| 22         | 4         | Dampf         | 25. Jan. 2022       |
| 23         | 5         | Schuss        | 1. Feb. 2022        |
| 24         | 6         | Schande       | 8. Feb. 2022        |

## Ausstrahlung
Alle vier Staffeln sind auf Play Suisse verfügbar und unter dem Titel Buried Truth auch bei Netflix abrufbar.

## Besetzung

### Stammbesetzung
- Sarah Spale: Rosa Wilder
- Andreas Matti: Paul Wilder
- Ruth Schwegler: Christine Wilder
- Marcus Signer: Manfred Kägi
- Daniel Ludwig: Chef Fedpol

### Staffelbesetzung

#### Staffel 1
- Margot Gödrös: Silvia Kägi
- Sabina Schneebeli: Barbara Rossi
- Christian Kohlund: Armon Todt
- László I. Kish: Robert Räber
- Emanuela von Frankenberg: Béatrice Räber
- Jonathan Loosli: Daniel Räber
- Nina Mariel Kohler: Nicole Räber
- Ercan Durmaz: Kaphiri Al-Baroudi
- Amira El Sayed: Amina Al-Baroudi
- Uygar Tamer: Aisha Al-Baroudi
- Samir Fuchs: Rashad Rachmani
- Rebecca Indermaur: Denise Siegenthaler
- Vilmar Bieri: Bruno Siegenthaler
- Julian Koechlin: Jakob Siegenthaler
- Anna Schinz: Jenny Langenegger
- Emanuelle Reymond: Sophie Rindlisbacher
- Philippe Graber: Martin Rindlisbacher
- Pierre Siegenthaler: Res Bühler
- Ernst C. Sigrist: Urs Glutz
- Manfred Liechti: Franz Ramser
- Kay Kysela: Prakash Kumarasamy

#### Staffel 2
- Manuela Biedermann: Susann Walter[17]
- Stéphane Maeder: Georg Walter
- Ueli Jäggi: Charles Mulliger
- Pascal Ulli: Frank Mulliger
- Edon Rizvanolli: Enver Kabashi
- Elda Sorra: Jeta Kabashi
- Sylvie Marinković: Adelina Kabashi
- Mark Harvey Mühlemann: Artan Kabashi
- Caspar Käser: Leo Mott
- Anna-Katharina Müller: Helen Mott Mulliger
- Gilles Marti: Simon Kägi
- Doro Müggler: Laura Kägi
- Raphael Roger Levy: Jamel Jaoui
- Nikola Weisse: Sophie Barth
- Christoph Gaugler: Rolf Steiger
- Olivia Lina Gasche: Corinne Steiger
- Pero Radicic: Porto
- Vincent Aubert: Korday
- Dardan Sadikaj: Faton Berisha
- Daniel Frei: Lenny
- Peter Zumstein: Toni Amberg
- Jonathan Loosli: Daniel Räber

#### Staffel 3
- Andreas Grötzinger: Michael Mettler[1]
- Michael Neuenschwander: Martin Jesch
- Roger Bonjour: Max Zimmermann
- Roland Bonjour: Lukas Zimmermann
- Sarah Hostettler: Sabine Zimmermann
- Annina Butterworth: Ruth Bolliger
- Julian Koechlin: Jakob Siegenthaler
- Anna Schinz: Jenny Langenegger
- Peter Hottinger: Matthias Gruber
- Daniel Ludwig: Peter Schwaller
- Nabil Rafi: Farouk Hamid
- Nastassja Tanner: Nouria Hamid
- Martin Klaus: Fabian Rösch
- Stefan Merki: Christian Aeby
- Andreas Krämer: Attila Benko
- Hanspeter Müller-Drossaart: Gerry Engler
- Lilian Naef: Elisabeth Engler
- Sebastian Krähenbühl: Hanspeter Koller
- Lucy Wirth: Teresa Jesch
- Jorik Wenger: Jonas Mettler
- Lena Lessing: Carla Henze
- Luna Paiano: Fabienne Zimmermann
- Urs Bosshardt: Bruno Spadin

#### Staffel 4
- Jonathan Loosli: Dani Räber[2]
- László I. Kish: Robert Räber
- Sebastian Rudolph: Rainer Strunz
- Pierre Siegenthaler: Res Bühler
- Nicolas Rosat: Kurt Liechti
- Annina Euling: Isabelle Betschart
- Barbara Grimm: Charlotte Tanner
- Lukas Walcher: Elias Tanner
- Sabine Timoteo: Nora Zingg
- Klaus Brömmelmeier: Thomas Zingg
- Fred Benndorff: Manuel Zingg
- Morgane Ferru: Julie Kuster
- Dimitri Stapfer: Urs "Betsch" Betschart
- Margherita Schoch: Helga Liechti
- Monika Varga: Birgit Schmid
- Regula Grauwiller: Greta Hollenstein
- Linus Müller: Tim Wilder
- Peter Hottinger: Matthias Gruber
- Werner Biermeier: Ernst Habegger
- Roberto Guerra: Toni
- Philippe Schuler: Koni Lehmann
- Rüdiger Hauffe: Arzt

## Auszeichnungen (Auswahl)
- 2017: Prix Walo
- 2018: Schweizer Fernsehfilmpreis
  - Marcus Signer – beste männliche Hauptrolle